# Timofej Lapšin
Timofej Alekseevič Lapšin (in russo Тимофей Алексеевич Лапшин?, 티모페이 알렉세예비치 랍신?; Krasnojarsk, 3 febbraio 1988) è un biatleta russo naturalizzato sudcoreano nel 2017.

## Biografia
In Coppa del Mondo ha esordito il 9 dicembre 2011 a Hochfilzen (23°) e ha ottenuto il primo podio (3°) il 15 dicembre successivo sempre nella medesima località. Ha preso parte per la prima volta a un'edizione dei Campionati mondiali a Ruhpolding 2012, dove è stato 14° nell'individuale.
Ha colto la prima vittoria in Coppa del Mondo il 13 dicembre 2014 sempre a Hochfilzen; in seguito ai Mondiali di Kontiolahti 2015 è stato 27º nella sprint, 40º nell'inseguimento e 58º nell'individuale. Ai XXIII Giochi olimpici invernali di Pyeongchang 2018, sua prima presenza olimpica, si è classificato 16º nella sprint, 22º nell'inseguimento, 20º nell'individuale e 25º nella partenza in linea; ai Mondiali di Oberhof 2023 si è classificato 26º nella sprint, 38º nell'inseguimento, 66º nell'individuale e 25º nella staffetta mista individuale e a quelli di Nové Město na Moravě 2024 si è piazzato 30º nella sprint, 35º nell'inseguimento, 25º nell'individuale, 30º nella partenza in linea, 15º nella staffetta mista individuale e non ha completato la staffetta.

## Palmarès

### Mondiali juniores
- 1 medaglia:
  - 1 argento (staffetta a Canmore 2009)

### Coppa del Mondo
- Miglior piazzamento in classifica generale: 26º nel 2012
- 6 podi (3 individuali, 3 a squadre):
  - 2 vittorie (a squadre)
  - 1 secondo posto (individuale)
  - 3 terzi posti (2 individuali, 1 a squadre)

#### Coppa del Mondo - vittorie
| Data             | Località   | Nazione  | Specialità                                                  |
| ---------------- | ---------- | -------- | ----------------------------------------------------------- |
| 13 dicembre 2014 | Hochfilzen | Austria  | RL (con Maksim Cvetkov, Dmitrij Malyško e Anton Šipulin)    |
| 8 gennaio 2015   | Oberhof    | Germania | RL (con Evgenij Garaničev, Dmitrij Malyško e Anton Šipulin) |

Legenda:

RL = staffetta